# Perth Challenger 1984
Il Perth Challenger 1984 è stato un torneo di tennis facente parte della categoria ATP Challenger Series nell'ambito dell'ATP Challenger Series 1984. Il torneo si è giocato a Perth in Australia dal 2 all'8 gennaio 1984 su campi in erba.

## Vincitori

### Singolare
Brian Levine ha battuto in finale  Lloyd Bourne con il punteggio di 6–1, 6–2

### Doppio
Broderick Dyke /  John Van Nostrand hanno battuto in finale  Peter Carter /  Mark Hartnett con il punteggio di 6–2, 6–3